# ماوريتسيو فيتالي
ماوريتسيو فيتالي (بالإيطالية: Maurizio Vitali)‏ هو متسابق دراجات نارية إيطالي. نافس في سباقات بطولة العالم لفئة 250 سي سي ولفئة 125 سي سي ولفئة 50 سي سي.

## سباقات فاز بها
- جائزة سان مارينو الكبرى للدراجات النارية 1983 (فئة 125 سي سي)
- جائزة سان مارينو الكبرى للدراجات النارية 1984 (فئة 125 سي سي)

## روابط خارجية
- ماوريتسيو فيتالي على موقع MotoGP.com (الإنجليزية)
- ماوريتسيو فيتالي على موقع CONI honoured athlete website (الإيطالية)